# Gyöngyös (Rába)
Gyöngyös-patak (németül Güns, horvátul Kiseški potok) egy Ausztriában eredő, Sárvárnál a Rábába torkolló patak. A Kőszegi-hegység egyik fő vízgyűjtő vízfolyása. Vízjárása szeszélyes, mivel itt összegződnek a rövid, nagy esésű mellékvizein a bőséges csapadékhullások nyomán gyorsan levonuló árhullámok. Vízhozama alacsony vízállásnál 0,85 m³/s, magas vízállásnál 100 m³/s.
A patak két összefolyásból jön létre, a hosszabb ág Alsó-Ausztria délkeleti határán ered, Zöbern település területén, ekkor még ez a neve is (Zöbern, Zöbernbach). A másik ág a burgenlandi Borostyánkőnél ered, a neve itt már Güns, amely azonos Kőszeg német nevével. Lékánál folyik össze a két ág, Güns néven folytatva útját. A patak Kőszegtől északra lépi át a magyar határt, keresztülfolyik a városon. A Gyöngyös nevet Gencsapátiig a patak eredeti medre, Gencsapátitól egy valószínűleg a rómaiak által épített csatornában keleti irányba elterelt patak viseli, ami keresztülfolyik Szombathelyen, majd Vasszécsenynél északkelet fordulva Sárvárnál torkollik a Rábába. Az eredeti meder neve Gencsapátitól: Sorok-Perint. A Sorok-Perint patak Zsennyénél torkollik a Rábába.

## Története
A római időkben az akkor még egy mederben folyó Gyöngyös-Perint patak a Savaria nevet viselte, valószínűleg már a Claudius római császár idején történt kolóniaalapítás előtt is, így az említett kolónia minden bizonnyal a patakról kapta a Savaria nevet. A Savaria patak- és későbbi városnév a rómaiak előtt itt élt kelta törzstől, a boioktól eredhetett. A patak neve fennmaradt Szent Quirinus (magyarul Szent Kerény) vértanú aktájában. A könyvnyomtatás feltalálása után Sylvester János által kinyomtatott vértanúaktában Sibaris alakban szerepel, a vatikáni levéltárban fennmaradt eredeti aktában azonban Sabarie a patak neve, amelybe az állhatatos püspököt malomkővel a nyakában belefojtották. A Sabaria név a kora középkorban is fennmaradt, Tours-i Szent Márton szülőhelyének elnevezéseként. A frankok Szent Márton-kultuszának köszönhetően Nagy Károly császár is felkereste a vidéket 791-ben az avarok elleni győztes hadjárata után.